# Йосіас фон Геерінген
Йосіас фон Геерінген (нім. Josias von Heeringen; 9 березня 1850, Кассель — 9 жовтня 1926, Берлін) — німецький воєначальник Першої світової війни, генерал-полковник (1914).

## Біографія
Народився в аристократичній родині у курфюстві Гессен, син обергофмаршала і театрального режисера Йосіаса фон Геерінгена. Молодший брат Август фон Геерінген (1855—1927) дослужився до адмірала німецького військово-морського флоту.
Військову службу розпочав у 1867 році у рядах 80-го фузилерного полку, із 1868 року — лейтенант прусської армії. Учасник франко-прусської війни 1870—1871 років, за участь в боях був нагороджений Залізним хрестом 2-го класу. Із 1874 року — полковий ад'ютант, із 1876 року — ад'ютант 62-ї піхотної бригади. Із 1879 по 1886 рік служив у Генеральному штабі, у 1887—1890 роках служив у Військовому міністерстві. Із 1892 року — начальник відділу Генерального штабу. Із 1895 року — командир 117-го піхотного полку.
Із 1898 року — генерал-майор, начальника Військово-адміністративного департаменту Військового міністерства. Із 1901 року — генерал-лейтенант. У 1903—1906 роках — командир 22-ї піхотної дивізії. Із 1906 року — генерал від інфантерії. У 1906—1909 роках — командир 2-го армійського корпусу.

### Військовий міністр Німеччини
Із 19 серпня 1909 року — військовий міністр Німеччини. На посаді військового міністра виступав проти збільшення чисельності особового складу німецької армії. Конфліктував з начальником Генерального штабу генералом Мольтке-молодшим. Через чвари з Генштабом 4 липня 1913 року звільнений з посади військового міністра і призначений начальником 2-ї армійської інспекції. Із 27 січня 1914 року — генерал-полковник.

### Перша світова війна
Із 2 серпня 1914 року — командувач 7-ї німецької армії, яка діяла в Ельзасі. На чолі армії завдав французам поразки у битві при Мюльгаузені. Під час битви на Марні основні сили 7-ї армії були перекинуті в район Лаона. Залишаючись на посаді командувача 7-ї армії восени 1914 року командував центральною групою німецьких військ в районі Реймса. 28 травня 1915 року нагороджений орденом Pour le Merite.
Із 22 серпня 1916 року — командувач Вищого командування берегової оборони. 24 листопада 1918 року вийшов у відставку.

### Після війни
У післявоєнний час був президентом Імперського військового союзу «Кіффхойзер». Жив у Берліні, де й помер і був похований.

## Нагороди
- Орден Pour le Merite (Пруссія)
- Орден Чорного орла з ланцюгом (Пруссія)
- Залізний хрест 2-го класу (Пруссія)
- Орден Церінгенського лева (Баден)
- Королівський угорський орден Святого Стефана (Австро-Угорщина)
- Орден Леопольда I (Бельгія)
- Почесний громадянин міста Кассель